# Konishiki Yasokichi
Konishiki Yasokichi (jap. 小錦 八十吉; * 31. Dezember 1963 auf Hawaii als Salevaa Atisanoe) ist ein ehemaliger Sumōringer und der erste Ausländer, der jemals zum Ōzeki befördert wurde.
Konishiki begann 1982 mit dem professionellen Sumō und schaffte innerhalb von zwei Jahren den Durchmarsch in die Makuuchi-Division. Er ist bis heute der schwerste bekannte Rikishi des kommerziellen Sumōsports und nach dem US-Amerikaner Emmanuel Yarborough wohl der zweitschwerste Sumōtori überhaupt und brachte ein Gewicht von über 270 kg (am Ende seiner Karriere sogar 284 kg) auf die Waage. Seinen Kampfnamen erhielt er nach dem gleichnamigen Yokozuna, der ebenfalls ein Kämpfer des Stalls Takasago-beya gewesen war. Fans und Medien verpassten ihm den Spitznamen „Kipplader“ oder, etwas derber, Niku-bakudan („Fleischbombe“).
Konishiki Yasokichi wird in Israel Kamakawiwoʻoles Lied Tengoku Kara Kaminari (Gentle Giants) wie auch seine Sumo-Kollegen Musashimaru Kōyō und Akebono Tarō besungen.
Konishiki gewann im Lauf seiner Karriere drei Turniere in der Makuuchi-Division. Gut zwei Jahre nach seinem ersten Turniersieg im Kyushu-Basho 1989 von Fukuoka stand Konishiki kurz vor seiner Beförderung zum Yokozuna. Nachdem er 1991 erneut das Turnier von Fukuoka mit nur einer Niederlage aus 15 Kämpfen hatte gewinnen können, siegte er im März des Folgejahres auch beim Turnier in Osaka. Das Neujahrsturnier 1992 in Tokio hatte er zuvor mit einer guten 12-3 Bilanz absolviert. Der japanische Sumōverband erließ jedoch kurz darauf neue Regeln bezüglich der Beförderung zum Yokozuna. Nunmehr musste ein Anwärter durch zwei aufeinander folgende Turniersiege seine Ambitionen auf den höchsten Rang im Sumo unterstreichen. Dies war Konishiki jedoch nicht gelungen. Letztlich wurde ihm die Beförderung trotz seiner herausragenden Turnierleistungen verweigert, was erstens eine Debatte über mögliche rassistische Beweggründe auslöste und zweitens zu einer Diskussion über die Frage führte, ob ein Ausländer überhaupt als Yokozuna geeignet sei. Vor allem aber auch wegen seines hohen Körpergewichtes hatte er immer wieder mit Verletzungen zu kämpfen, besonders an den Knien. Beim Sommerturnier 1992 in Tokio, das er hätte gewinnen müssen, um Yokozuna zu werden, erreichte er deshalb nur 9 Siege und schaffte es danach nicht mehr, an alte Zeiten anzuknüpfen. Nach dem Kyushu Basho 1993 in Tokio verlor er schließlich den Rang des Ōzeki und fiel auch kurz darauf in die Maegashiraränge zurück. Besonders nach seinem Abstieg erlangte er eine größere Popularität, da er wie ein Samurai trotz aller Schwierigkeiten weiterkämpfte. Kurz vor Ende des Kyushu-Basho 1997 trat er vom aktiven Sumosport zurück. Er kann für sich verbuchen, der erste offizielle ausländische Ōzeki gewesen zu sein. Seine sechsjährige Zeit als Ōzeki ist die viertlängste der Geschichte; nach Verlust dieses Ranges hielt er sich noch für weitere 24 Turniere in der obersten Division, was für einen ehemaligen Ōzeki, der seinen Rang verlor, lange Zeit Rekord war.
Während Konishiki es nicht geschafft hatte, Yokozuna zu werden, wurde 1993 mit Akebono der erste Nicht-Japaner in den Großmeisterrang erhoben. Dennoch gilt Konishiki als einer der Wegbereiter für ausländische Sumotori, für die es fortan einfacher wurde, die Meisterränge zu erreichen.
Nach seiner Zeit als Ōzeki und weiteren vier Jahren in der obersten Liga trat Konishiki 1997 zurück und war eine Zeit lang für den Sumōverband tätig, bevor er in die Unterhaltungsbranche wechselte. Heute ist Konishiki vornehmlich als Produzent und Musiker (u. a. Hip-Hop) tätig.
Als Schauspieler war Konishiki 2006 in dem Film The Fast and the Furious: Tokyo Drift in einer kleinen Nebenrolle zu sehen.